# Amadeus-Verleihung 2017

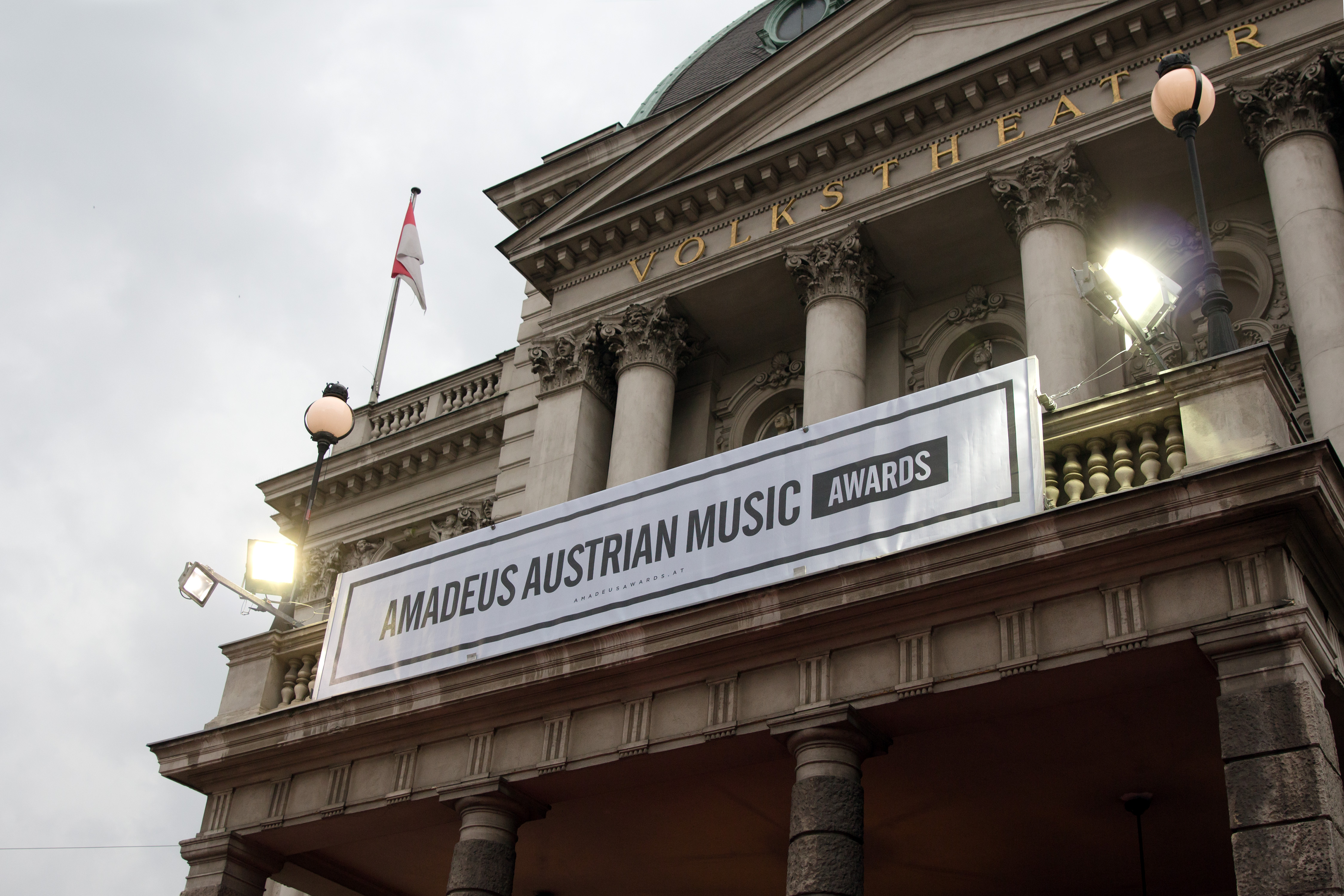
Amadeus Austrian Music Awards 2017

Die 17. Verleihung des Amadeus Austrian Music Award fand am 4. Mai 2017 im Volkstheater in Wien statt. Die Nominierungen für den FM4-Award wurden am 16. Februar, die Nominierungen in den restlichen Kategorien am 27. Februar 2017 bekanntgegeben. Die Preisverleihung wurde auf ORF eins zeitversetzt übertragen. Am 19. April 2017 wurden die Preisträger der acht Genre-Kategorien veröffentlicht.

## Nominierung und Wahl
Voodoo Jürgens und Julian le Play erhielten jeweils fünf Nominierungen, Andreas Gabalier und Lemo jeweils vier Nominierungen, drei Nominierungen gingen an die Seer und das Duo Pizzera & Jaus, zwei Nominierungen erhielten AVEC, Bilderbuch, Christina Stürmer, Granada, Hannah, Leyya, Mavi Phoenix, Nik P., das Nockalm Quintett, Seiler und Speer, Thorsteinn Einarsson und Wanda.
Das Duo Pizzera & Jaus wurde in zwei Kategorien ausgezeichnet, ebenso Julian Le Play und Bilderbuch. Christina Stürmer erhielt ihre insgesamt elfte Auszeichnung.

## Veranstaltung
Moderiert wurde die Verleihung von Manuel Rubey und Riem Higazi. Zu den Künstlern, die bei der Verleihung das musikalische Rahmenprogramm gestalteten, gehörten neben James Blunt und Amy Macdonald auch Christina Stürmer, Bilderbuch, Julian le Play, Lemo, Die Seer & Wilfried, Voodoo Jürgens und Leyya. Ö3-Moderator Thomas Kamenar chauffierte österreichische Musiker zur Award-Show und sprach dabei mit ihnen über die heimische Musikszene.

## Preisträger und Nominierte

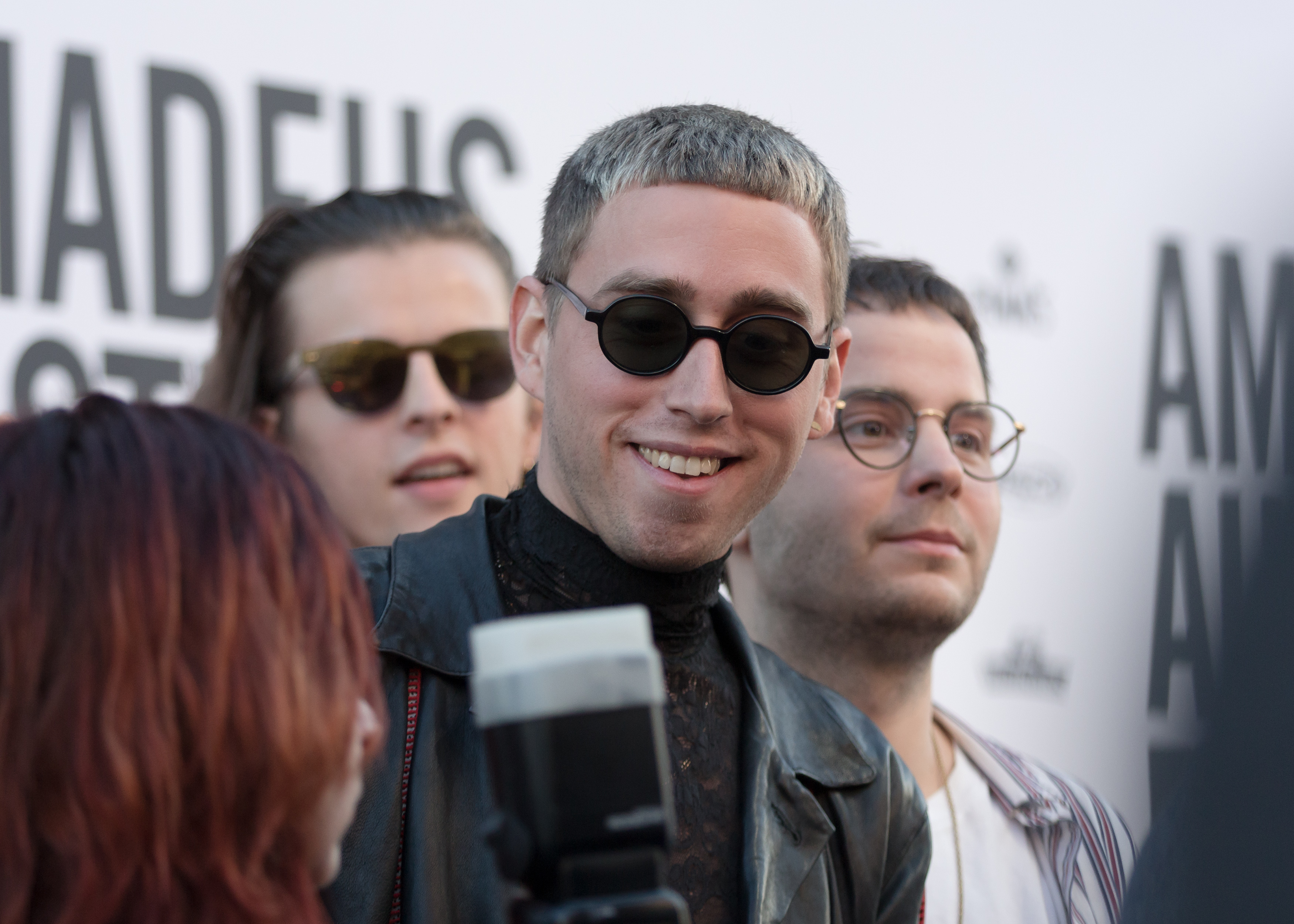
Bilderbuch

### Band des Jahres

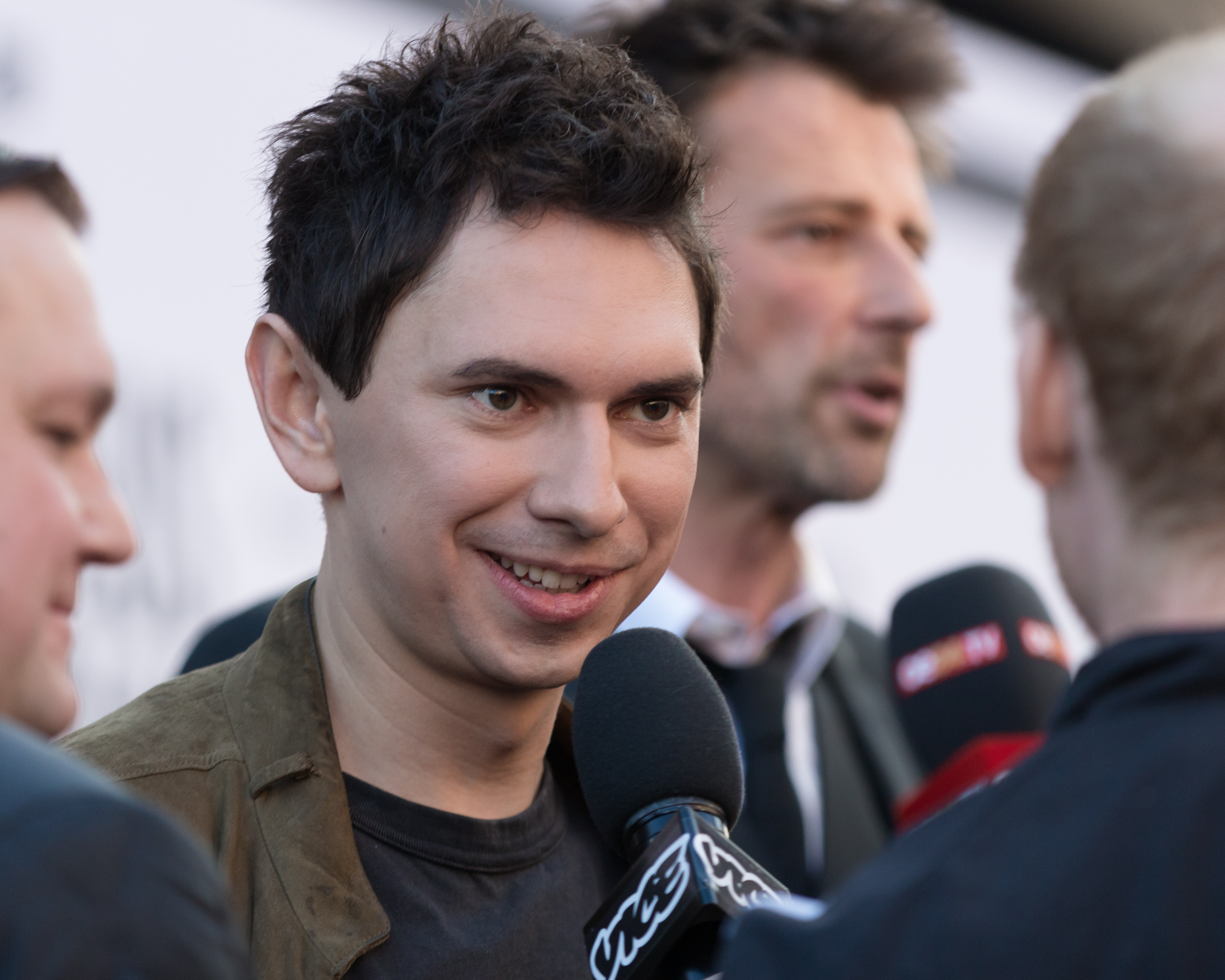
Julian le Play

- Bilderbuch

Weitere Nominierte:
- Nockalm Quintett
- Pizzera &  Jaus
- Seiler und Speer
- Wanda

### Künstler des Jahres

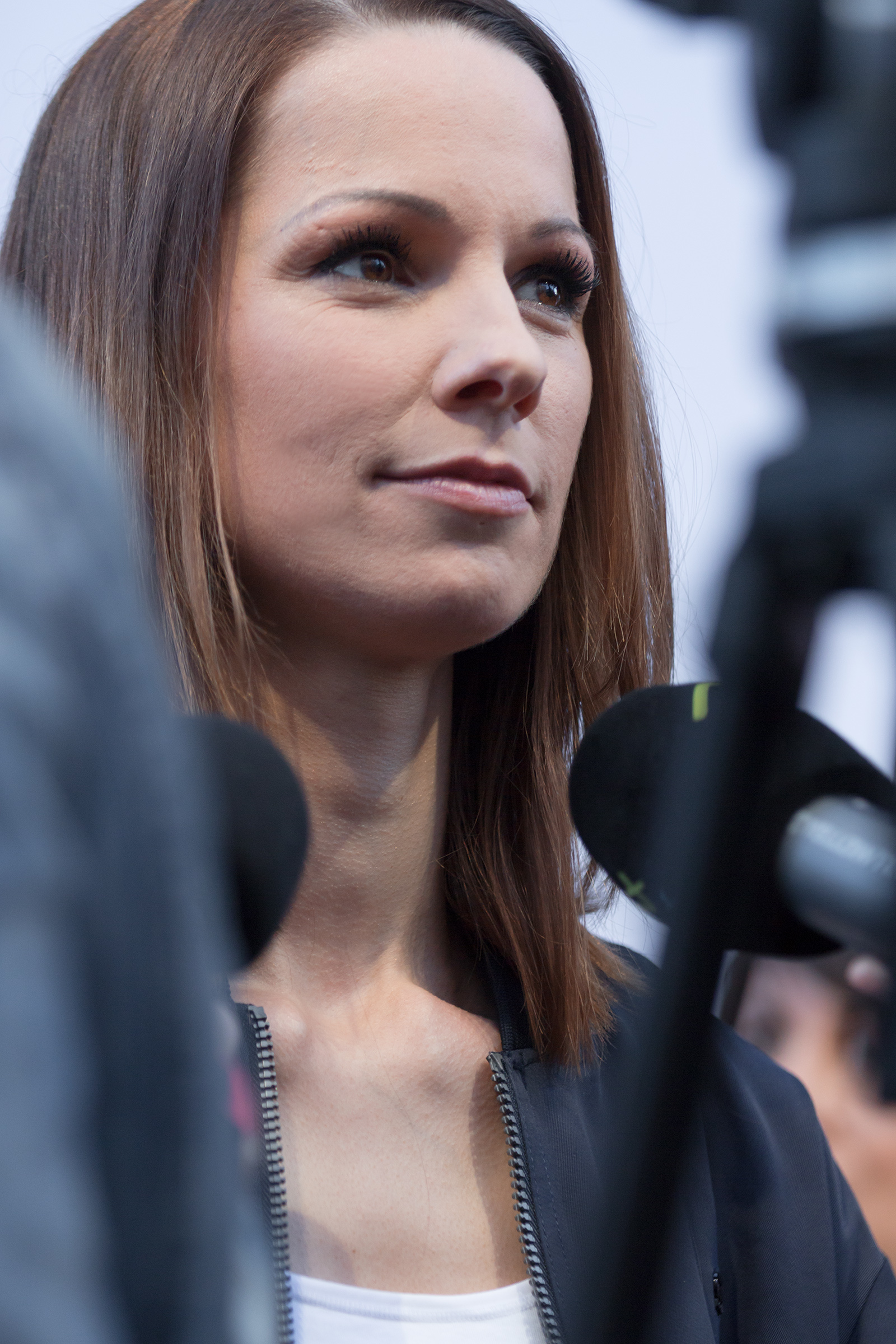
Christina Stürmer

- Julian le Play

Weitere Nominierte:
- Andreas Gabalier
- Lemo
- Nik P.
- Voodoo Jürgens

### Künstlerin des Jahres
- Christina Stürmer

Weitere Nominierte:
- AVEC
- Hannah
- Mavi Phoenix
- Zoë

### Album des Jahres
- Zugvögel von Julian le Play

Weitere Nominierte:
- Ansa Woar von Voodoo Jürgens
- MTV Unplugged von Andreas Gabalier
- SchwarzoderWeiss von Rainhard Fendrich
- 20 Jahre – Nur das Beste! von den Seern

### Song des Jahres
- Jedermann von Pizzera &  Jaus

Weitere Nominierte:
- Der Himmel über Wien von Lemo
- Hand in Hand von Julian le Play
- Heite Grob Ma Tote Aus von Voodoo Jürgens
- Helden von Flowrag

### Live Act des Jahres

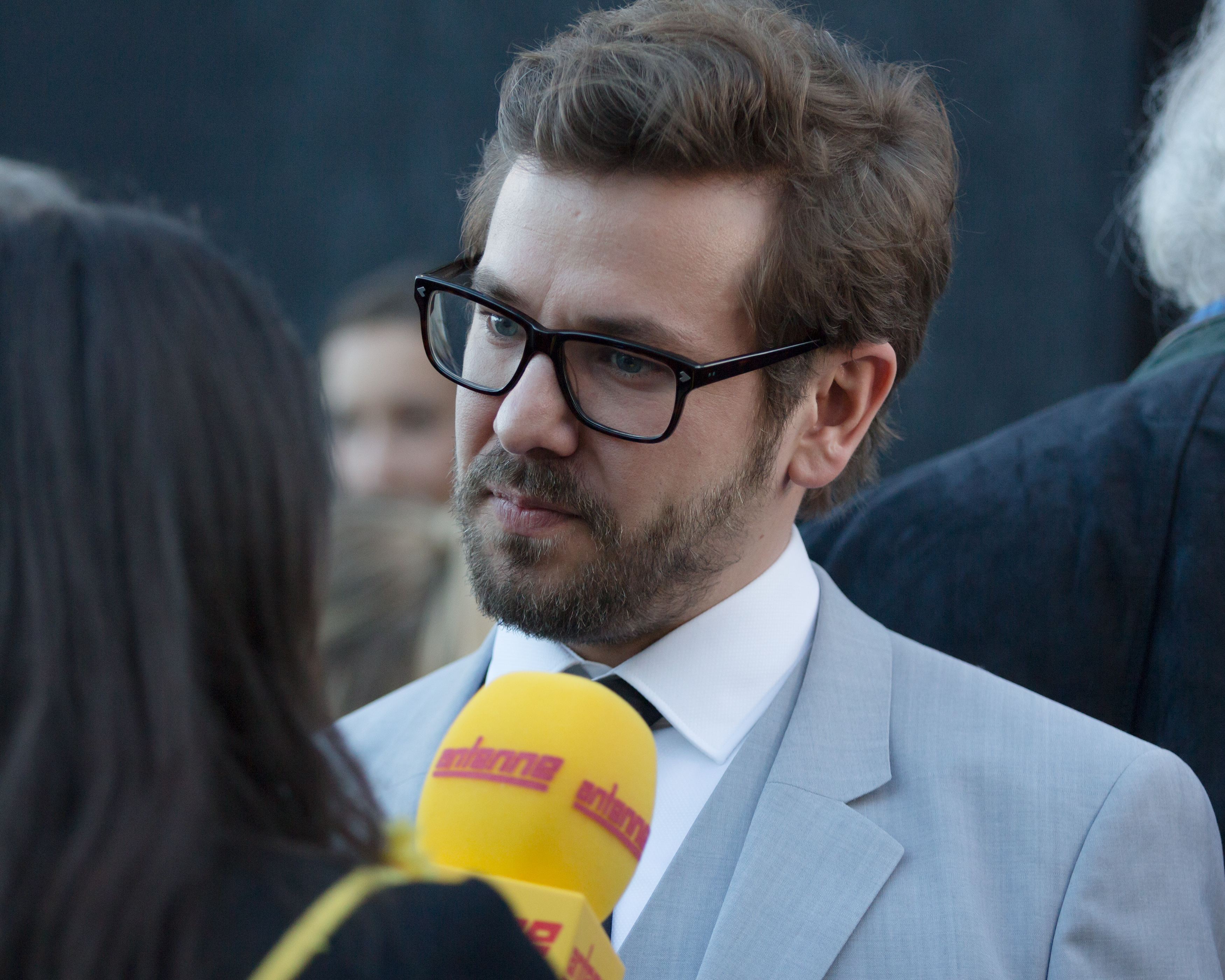
Lemo

- Bilderbuch

Weitere Nominierte:
- Andreas Gabalier
- Die Seer
- Seiler und Speer
- Wanda

### Songwriter des Jahres
- Lemo für den eigenen Song Himmel über Wien

Weitere Nominierte:
- Hubert Molander und Emanuel Treu für Kick im Augenblick
- Lukas Hillebrand (Musik), Thorsteinn Einarsson und Noa Ben-Gur (Text) für Kryptonite
- Helmut Martinelli und Gerald Moser für Nie mehr ohne dich
- Bella Wagner, Hovannes Djibian und Masta Huda für Weapons Down

### Genre-Kategorien

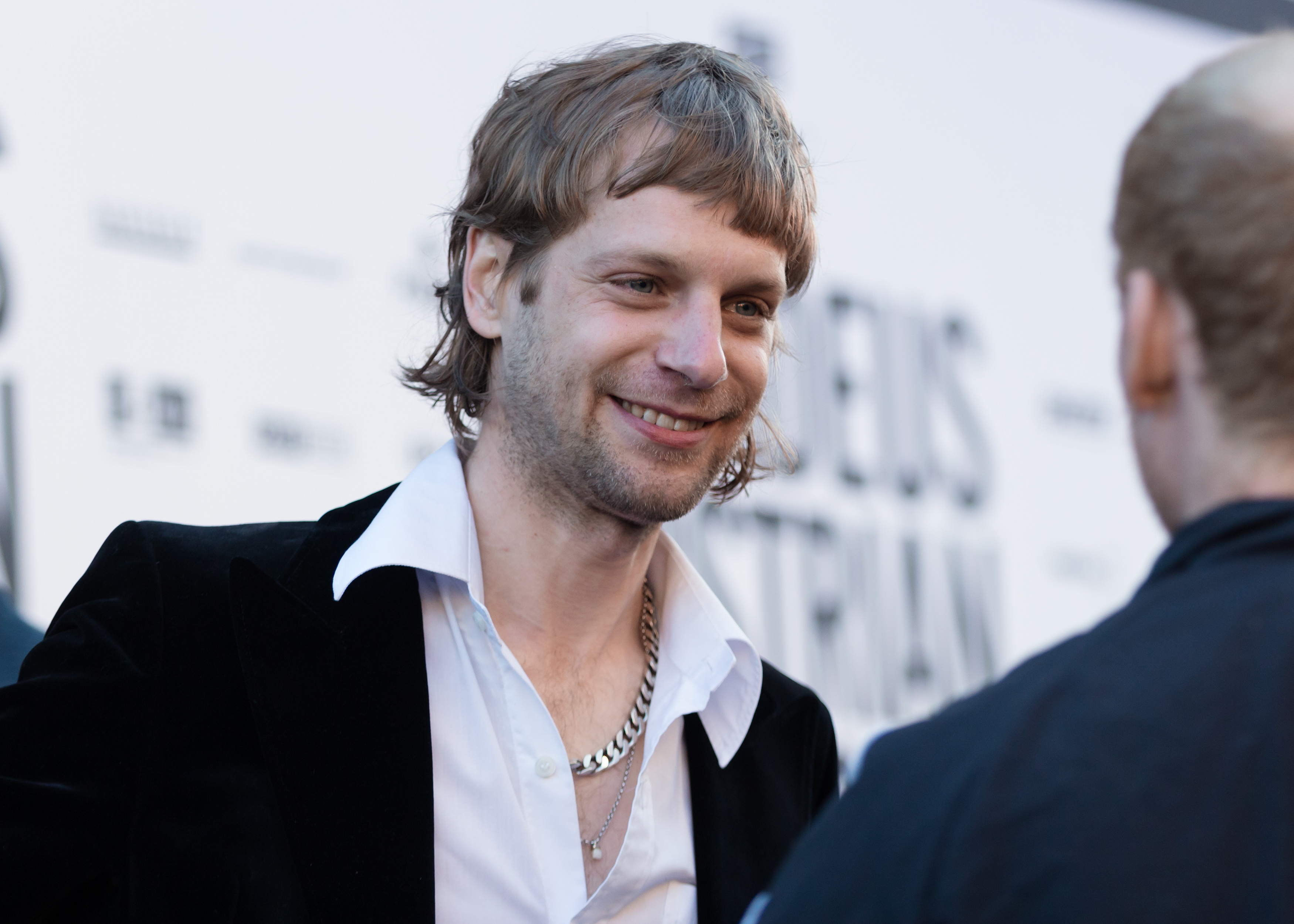
Voodoo Jürgens

#### Alternative

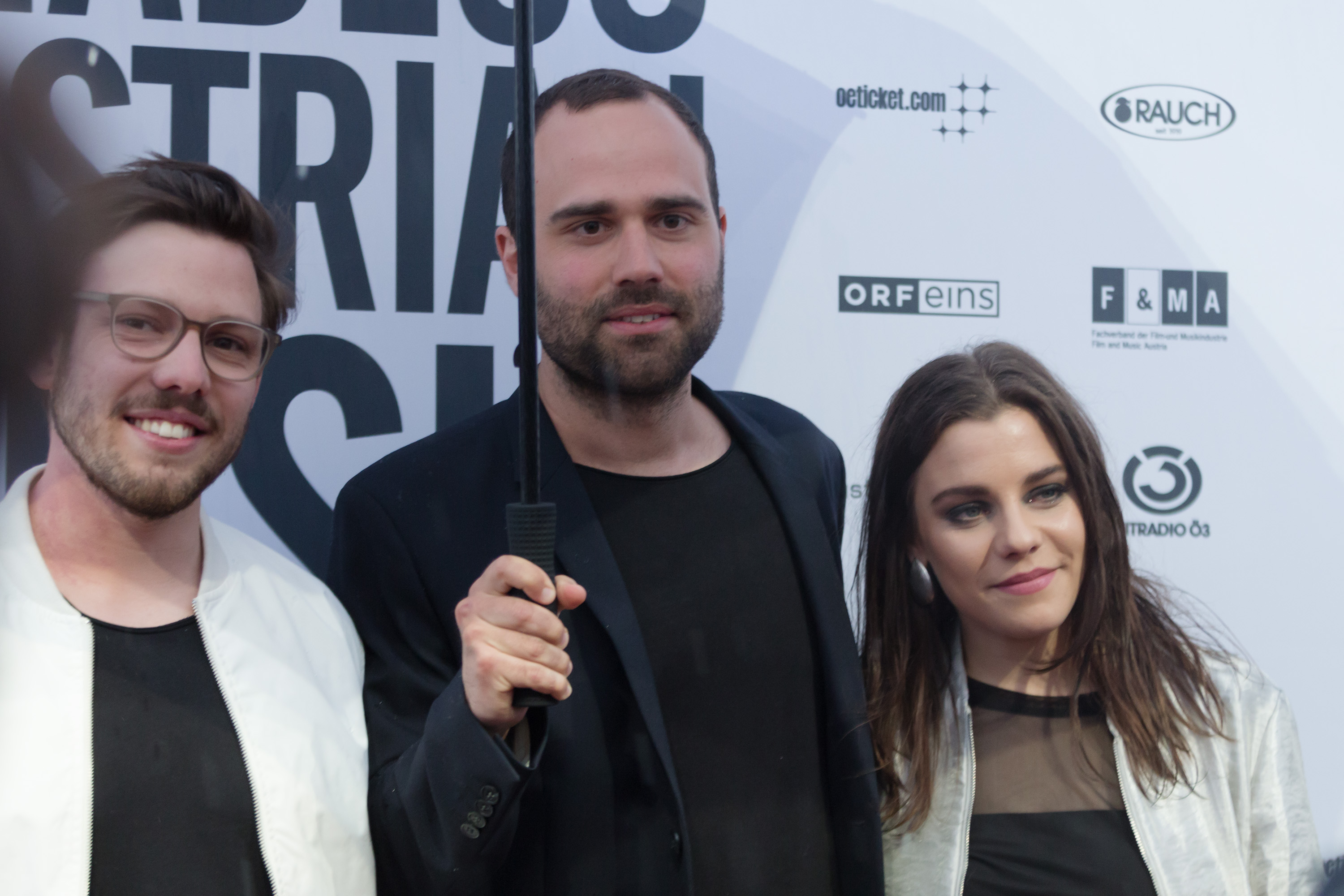
Mynth

- Voodoo Jürgens

Weitere Nominierte:
- DAWA
- Granada
- James Hersey
- Leyya

#### Electronic / Dance
- Mynth

Weitere Nominierte:
- Elektro Guzzi
- Ogris Debris
- Parov Stelar
- Waldeck

#### Hard & Heavy

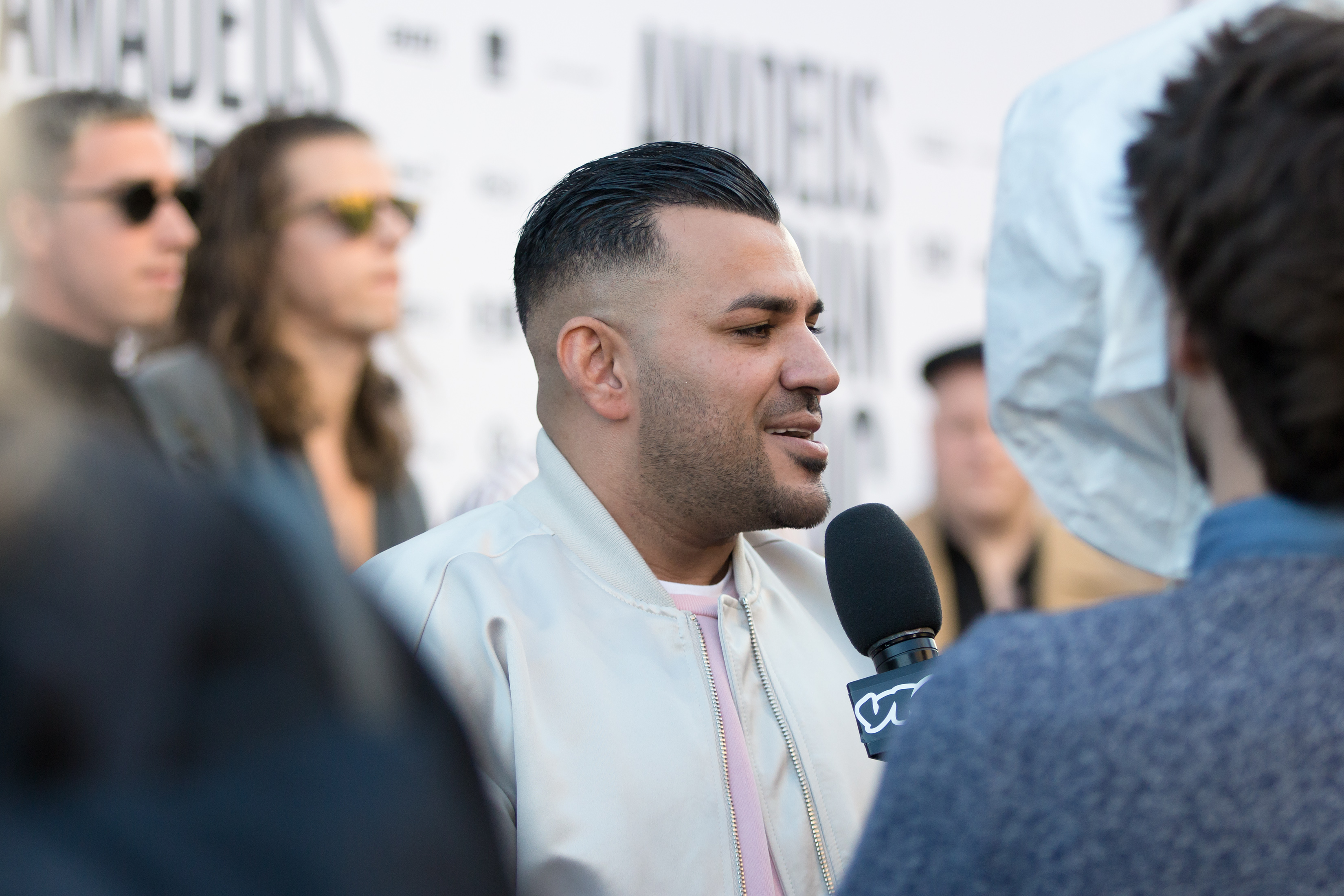
Nazar

- Serenity

Weitere Nominierte:
- Alles mit Stil
- Black Inhale
- Harakiri for the Sky
- Mayfair

#### HipHop / Urban
- Nazar

Weitere Nominierte:
- Crack Ignaz
- Dame
- RAF Camora
- Texta

#### Jazz / World / Blues
- Ernst Molden

Weitere Nominierte:
- Herbert Pixner Projekt
- Karl Ratzer Trio
- Norbert Schneider
- Wolfgang Puschnig

#### Pop / Rock

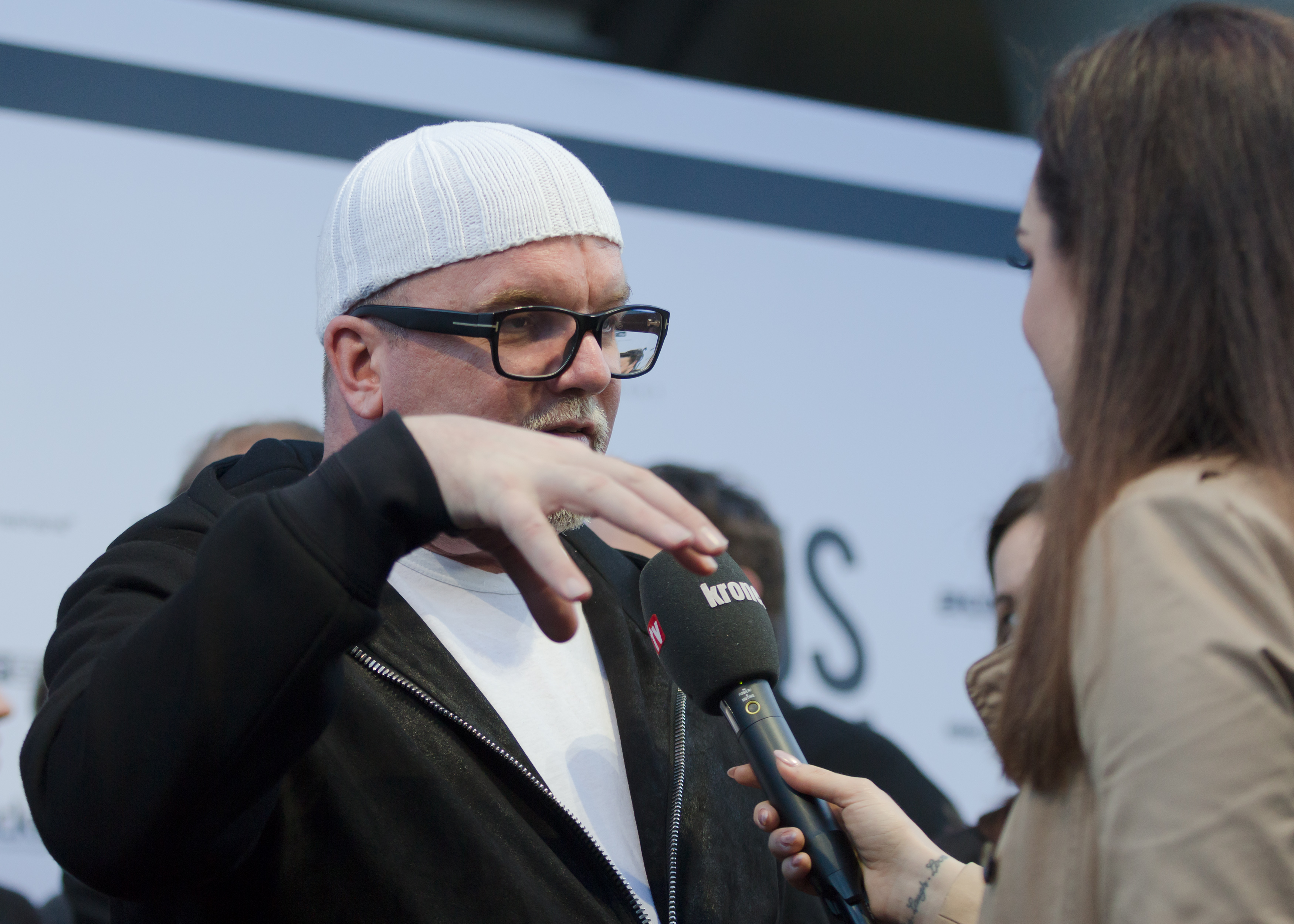
DJ Ötzi

- Pizzera &  Jaus

Weitere Nominierte:
- Christina Stürmer
- Julian le Play
- Lemo
- Thorsteinn Einarsson

#### Schlager
- DJ Ötzi und Nik P.

Weitere Nominierte:
- Die Seer
- Hannah
- Nik P.
- Nockalm Quintett

#### Volksmusik
- Andreas Gabalier

Weitere Nominierte:
- Die Edlseer
- Die jungen Zillertaler
- Hansi Hinterseer
- Marc Pircher

### FM4 Award
Für den FM4-Award wurden bis 23. Februar 2017 fünf Kandidaten per Online-Voting ermittelt, wobei 20 Kandidaten dafür zur Auswahl standen. Anschließend erfolgte eine zweite Votingrunde mit den fünf verbliebenen Finalisten.

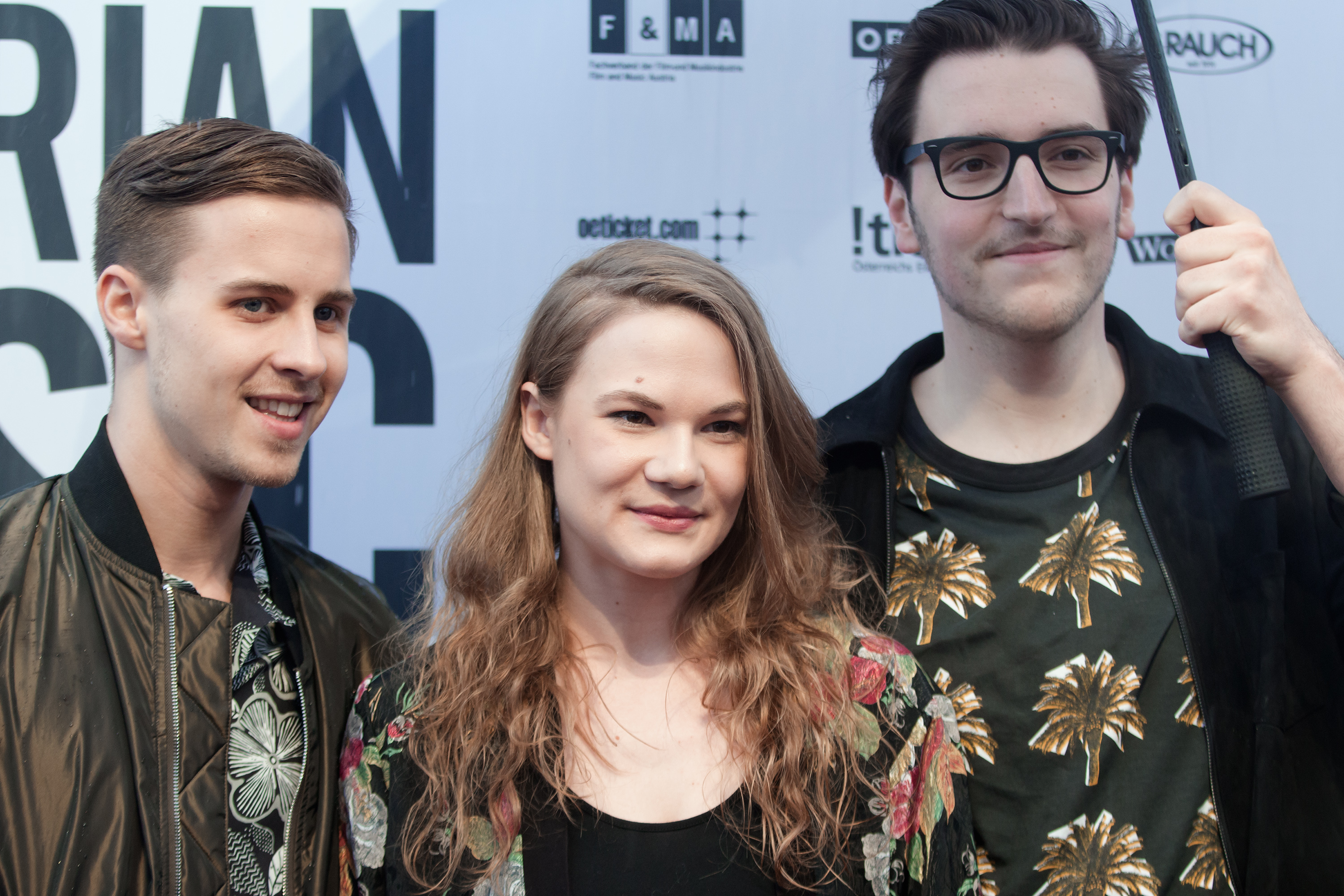
AVEC

- Leyya

Weitere Finalisten
- Granada
- Kimyan Law
- Mavi Phoenix
- Voodoo Jürgens

Weitere Nominierte
- AVEC
- Crack Ignaz
- Der Nino aus Wien
- James Hersey
- Joyce Muniz
- M.P.
- MOTSA
- Ogris Debris
- Robb
- Salute
- Soia
- The Crispies
- Viech
- White Miles
- Yung Hurn

### Tonstudiopreis Best Sound
- Recording: Lukas Hillebrand, Alex Pohn, Markus Weiß, Mix: Lukas Hillebrand, Martin Scheer, Mastering: Mischa Janisch, Künstlerische Produktion: Lukas Hillebrand, Alex Pohn für AVEC – What If We Never Forget

Weitere Nominierte:
- Recording: Lukas Hillebrand, Alex Pohn, Markus Weiß, Mix: Lukas Hillebrand, Mastering: Chris Gehringer, Martin Scheer, Künstlerische Produktion: Lukas Hillebrand, Julian le Play, Alex Pohn für Julian le Play – Zugvögel
- Recording, Mix, Mastering, Künstlerische Produktion: Nikodem Milewski für Möwe – Back in the Summer
- Recording: Richard Eigner, Robert Pavlecka, Fridolin Stolz, Florian Wöss, Mix: Richard Eigner, Roman Gerold, Patrick Pulsinger, Mastering: Mike Grinser, Künstlerische Produktion: Richard Eigner, Roman Gerold für Ritornell – If Nine Was Eight
- Recording, Künstlerische Produktion: Daniele Zipin, Mix, Mastering: Patrick Kummeneker für Soia – H.I.O.P.

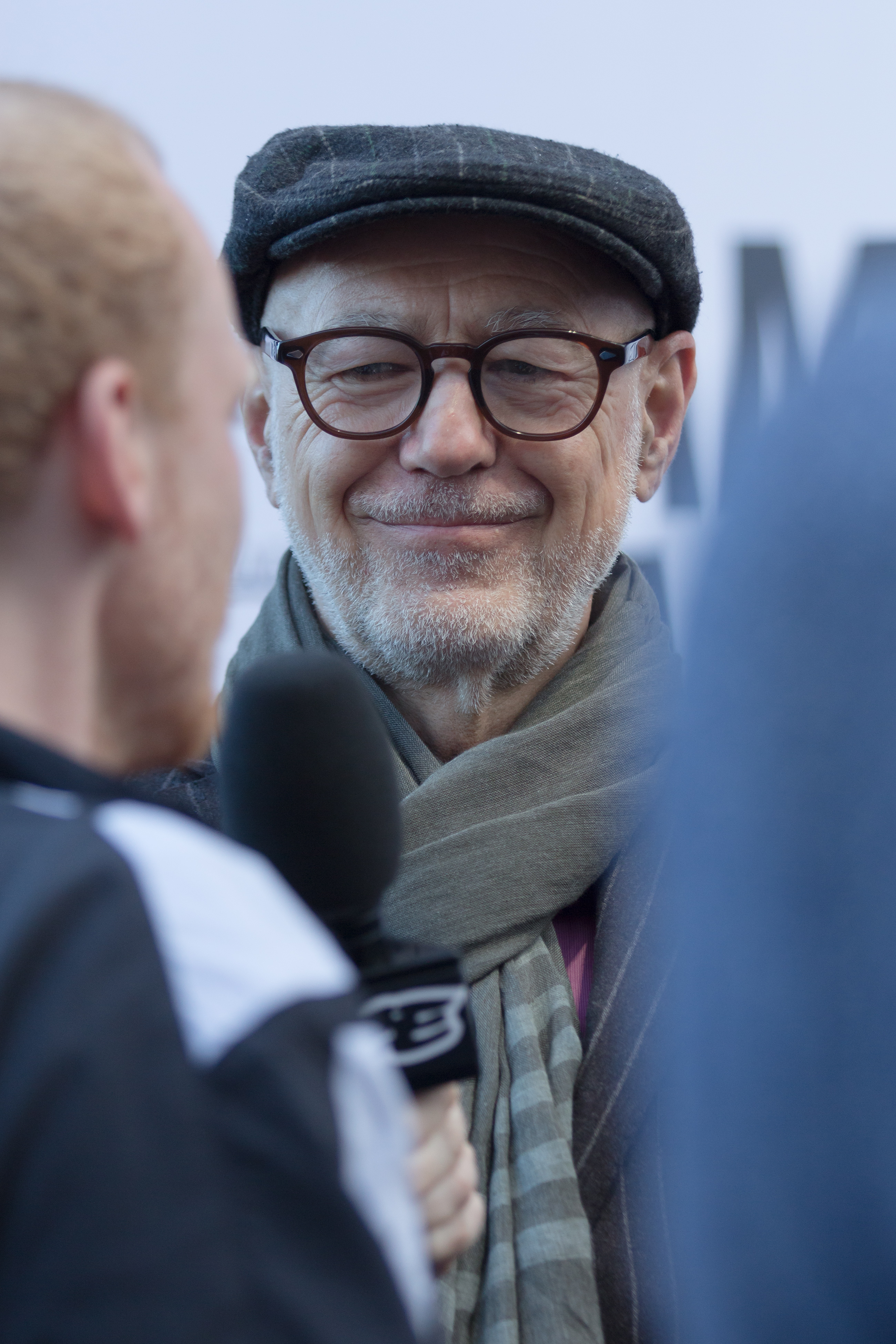
Willi Resetarits

### Lebenswerk
- Willi Resetarits[8]